# Corvite
Corvite era una freguesia portuguesa del municipio de Guimarães, distrito de Braga.

## Historia
Se separó de la vecina freguesia de Ponte el 1 de julio de 2003. Se la consideró oficialmente como freguesia desde el 1 de enero de 2004. 
Fue suprimida el 28 de enero de 2013, en aplicación de una resolución de la Asamblea de la República portuguesa promulgada el 16 de enero de 2013 al unirse con la freguesia de Santo Tirso de Prazins, formando la nueva freguesia de Prazins Santo Tirso e Corvite.